# Augusto Pestana
Augusto Pestana ist eine Stadt beziehungsweise ein Municipio mit 7096 Einwohnern im Bundesstaat Rio Grande do Sul im Süden Brasiliens.
Ursprünglich war Augusto Pestana Teil des Munizips Ijuí. Die Stadt ist benannt nach Augusto Pestana, einem brasilianischen Politiker und Ingenieur.

## Geschichte

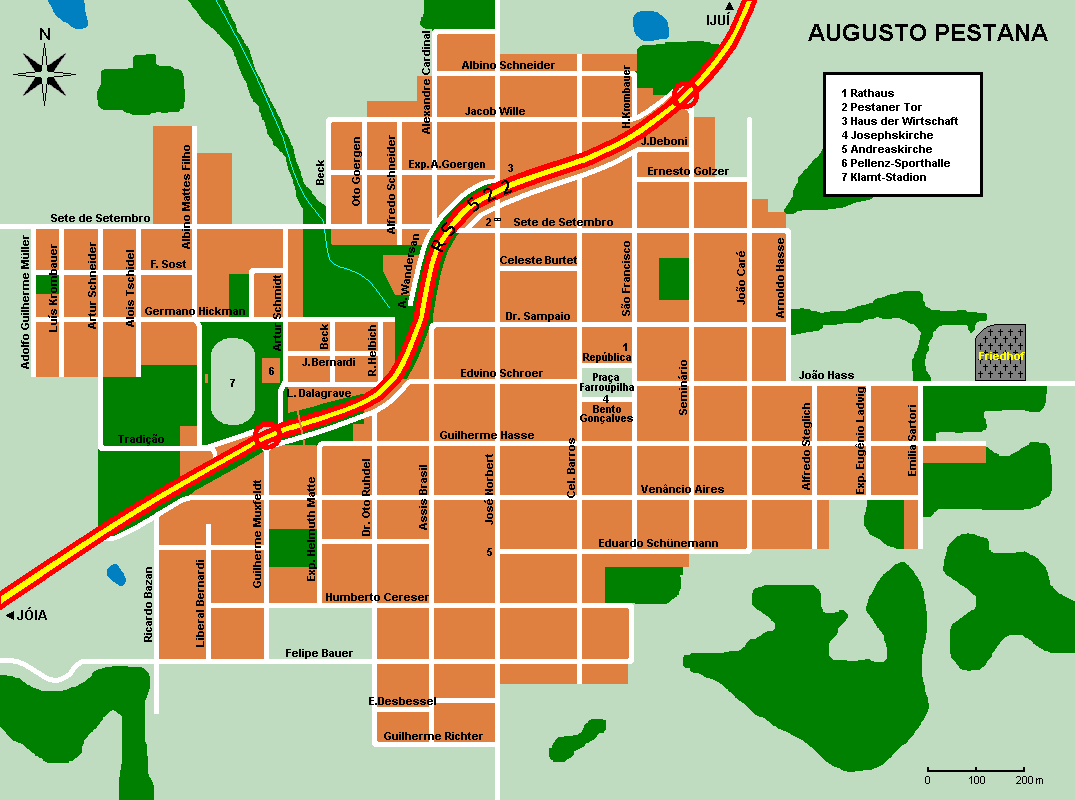
Stadtplan von Augusto Pestana

Die Geschichte des Ortes begann im Jahr 1901 mit der Ankunft einiger deutscher Einwanderer aus Pommern. 1942 wurde mit der Planung eines Krankenhauses (Hospital São Francisco) begonnen, das im November 1973 eröffnet werden konnte.

## Geographie
Die geographische Lage von Augusto Pestana beträgt 28°31'1" Süd, 53°59'31" West. Durch die Stadt fließen die Flüsse Conceição und Ijuizinho.

## Demografie
Im Jahre 2010 betrug die Stadtbevölkerung 7096 Personen, verteilt auf 347,44 km². Im Jahr 1991 zählte Augusto Pestana noch 8615 Einwohner.
Augusto Pestana hat einen beachtlichen deutsch-brasilianischen Bevölkerungsanteil. Jeden Oktober findet anlässlich der deutschen Wurzeln das sogenannte Lutherfest statt. 

## Regionalsprache
- Riograndenser Hunsrückisch